# Decsa
Decsa war ein Hersteller von Automobilen aus San Marino.

## Unternehmensgeschichte
Das Unternehmen aus Galazzano in der Gemeinde Serravalle begann 1982 oder 1983 mit der Produktion von Automobilen. Etwa 1987 endete die Produktion. Willam war ab 1984 Lizenznehmer.

## Fahrzeuge
Das einzige Modell Lisa war ein Kleinstwagen mit zwei Sitzen. Die Karosserie bestand aus Fiberglas. Im Angebot standen Versionen mit drei Rädern und mit vier Rädern. Zur Wahl standen Einzylindermotoren mit 50 cm³ und 123 cm³ Hubraum sowie ein Zweizylindermotor mit 250 cm³ Hubraum. Bei einem Radstand von 165 cm betrug die Fahrzeuglänge 241 cm, die Fahrzeugbreite 125 cm und die Fahrzeughöhe 133 cm. Das Fahrzeug wurde auch in Deutschland angeboten. Ab 1987 war auch ein Pick-up erhältlich.